# School of Pharmaceutical Sciences (Københavns Universitet)
School of Pharmaceutical Sciences blev oprettet 1. januar 2012, som et resultat af fusionen mellem Det Farmaceutiske Fakultet (forkortet FARMA) og Det Sundhedsvidenskabelige Fakultet (forkortet SUND) ved Københavns Universitet.
Under navnet School of Pharmaceutical Sciences videreføres alle de farmaceutiske uddannelses- og forskningsaktiviteter, der tidligere blev varetaget af Det Farmaceutiske Fakultet, på Det Sundhedsvidenskabelige Fakultet.

## Historie
School of Pharmaceutical Sciences' historie starter i 1892 med grundlæggelsen af Den Farmaceutiske Læreanstalt i Stockholmsgade i København.
I 1942 flyttede den til større lokaler i Universitetsparken på Østerbro og ændrede ved den lejlighed navn til Danmarks Farmaceutiske Højskole.
Navnet ændredes igen i 2003, denne gang til Danmarks Farmaceutiske Universitet.
Dette blev 1. januar 2007 til et fakultet under Københavns Universitet med navnet Det Farmaceutiske Fakultet.
1. januar 2012 fusionerede fakultetet med Det Sundhedsvidenskabelige Fakultet på Københavns Universitet og ophørte dermed som selvstændigt fakultet, mens School of Pharmaceutical Sciences blev oprettet for fremover at danne rammen og de farmaceutiske uddannelses- og forskningsaktiviteter på det nye fakultet.

## Institutter
School of Pharmaceutical Sciences' aktiviteter er samlet på følgende tre institutter:
- Institut for Farmaci og Analytisk Kemi
- Institut for Farmakologi og Farmakoterapi
- Institut for Molekylær Lægemiddelforskning

De tre institutter planlægges sammenlagt til to i løbet af 2012.

## Uddannelser
På School of Pharmaceutical Sciences udbydes følgende uddannelser:
- Cand.pharm. (farmaceutuddannelsen)
- Cand.scient. i lægemiddelvidenskab
- Cand.scient. i medicinalkemi
- Cand.scient.pharm. (kandidat i farmaceutisk videnskab)
- Ph.d.-uddannelser
- Adjunktuddannelsen
- Master of Industrial Drug Development
- Master of Drug Management (masteruddannelse i kvalitetssikret lægemiddelanvendelse)
- Master of Pharmaceutical Regulatory Affairs

## Eksterne kilder, links og henvisninger
- Det Farmaceutiske Fakultet, Københavns Universitet

|  | Denne artikel kan blive bedre, hvis der indsættes geografiske koordinater Denne artikel omhandler et emne, som har en geografisk lokation. Du kan hjælpe ved at indsætte koordinater i wikidata. |